# Aparaty kościelne
Aparaty kościelne – przedmioty służące do celów liturgicznych; najwięcej ich jest używanych w liturgii katolickiej.
Aparaty kościelne obejmują cztery zasadnicze grupy:
1. urządzenie ołtarza: krucyfiks, relikwiarz, lichtarze, kanony;
2. naczynia liturgiczne, tj. naczynia używane w czasie odprawiania nabożeństw, sporządzane zazwyczaj z cenniejszych materiałów, wyzłacane od zewnątrz: kielich, patena, cyborium, monstrancja oraz kustodia, a także ampułki z tacką, kadzielnica, łódka z kadzidłem, kropielnica, kropidło, naczynia na oleje święte i dzwonki mszalne;
3. paramenty: konopeum, obrusy i antependia, przeznaczone do okrywania ołtarza; puryfikaterz, palka, korporał, velum, bursa - do okrywania aparatów kościelnych; szaty kapłańskie, używane w czasie czynności liturgicznych: humerał, alba, pasek, komża, rokieta, ornat, kapa, manipularz, stuła, tunicela, dalmatyka, infuła, piuska, biret, rękawiczki, sandały oraz baldachim i wszelkie chorągwie procesyjne;
4. odznaki liturgiczne, przysługujące duchownym w zależności od funkcji sprawowanych przez nich w Kościele, noszone w czasie obrzędów liturgicznych: paliusz, pierścień biskupi, pastorał, krzyż arcybiskupi i krzyż biskupi.